# Laurent Gadou
Pour les articles homonymes, voir Gadou.
Laurent Gadou, né le 18 août 1912 à Montréal, est un coureur cycliste canadien, spécialiste des courses de six jours. Il participe à 39 six jours, en termine 27, abandonne 12 fois. Il remporte une épreuve à Montréal, terminant également 8 fois sur un podium.

## Biographie
Laurent Gadou débute comme joueur de hockey. À 16 ans, il devient coureur cycliste, il est entraîné et conseillé par Louis Quilicot, « le papa des cyclistes », au Québec. Les coureurs cyclistes Canadiens francophones, qui participent aux courses de six jours en Amérique du Nord, portent les couleurs des Canadiens de Montréal.
Après la Seconde Guerre mondiale, âgé de 35 ans, participe à la reprise de la course de six jours à  New York, Chicago, Cleveland et Buffalo.

## Palmarès
- 1930
  - 3e aux Six jours de Montréal avec Marcel Boogmans
- 1931
  - 3e aux Six jours de Montréal avec George Dempsey
- 1932
  - 3e aux Six jours de Toronto avec Anthony Beckman
- 1933
  - Six jours de Montréal avec Frank Bartell
  - 2e aux Six jours de Montréal avec William Peden
- 1934
  - 3e aux Six jours de Toronto avec Reginald Fielding
  - 3e aux Six jours de Montréal avec Frank Bartell
- 1937
  - 3e aux Six jours de Pittsburgh avec Gustav Kilian[2]